# Robert Alvarez
Robert James Alvarez (nacido en 22 de enero de 1948) es un animador, artista de guion gráfico, director de televisión, y guionista estadounidense. Alvarez estudió en el Instituto de Arte Chouinard, que posteriormente pasaría a ser el Instituto de las Artes de California, graduándose en 1971. Inició su carrera en 1968, como asistente de animador en la película Yellow Submarine. Durante sus cinco décadas en la industria de animación, Alvarez ha desarrollado un extenso currículum. Ha trabajado en más de 100 producciones, principalmente para la televisión. Sus créditos de estudio incluyen, por orden cronológico, Scooby-Doo, The Smurfs, The Jetsons, G.I. Joe: A Real American Hero, Las tortugas ninja, DuckTales, SWAT Kats: The Radical Squadron, Animanía, El laboratorio de Dexter, The Powerpuff Girls, Samurai Jack, Ben 10, Regular Show, y Adventure Time. Ha sido galardonado con seis Premios Primetime Emmy por sus contribuciones en la industria.

## Carrera
Comenzó su carrera como asistente de animador en la película de 1968, Yellow Submarine, basada en la canción homónima de The Beatles. Desde entonces, ha trabajado en numerosas series de dibujos animados, incluyendo Super Friends, Los pitufos, G.I. Joe: A Real American Hero, Un cachorro llamado Scooby-Doo, SWAT Kats: The Radical Squadron, El laboratorio de Dexter,  Soy la comadreja , The Grim Adventures of Billy & Mandy, The New Adventures of Winnie the Pooh y Regular Show. En 1996, creó y escribió dos pilotos animados, Pizza Boy in ''No Tip'' y Tumbleweed Tex in ''School Daze'', para una serie de cortos de Hanna-Barbera, presentado por What a Cartoon!.

## Premios y condecoraciones
Alvarez ha recibido seis Premios Primetime Emmy, nueve nominaciones hacia el mismo premio, y una nominación a los Premios Daytime Emmy. Su primera nominación fue en 1994, en la categoría ''Mejor Programa Animado'' (para programas de una hora o menos) al dirigir The Town Santa Forgot. Entre 2000 y 2001, recibió dos nominaciones más por su trabajo en The Powerpuff Girls, junto a otra nominación recibida en 2004 por el especial navideño de la misma serie, titulada 'Twas the Fight Before Christmas'. Entre 2004 y 2005, Alvarez ganó dos Premios Primetime Emmy por su colaboración en Star Wars: Clone Wars y un tercero en Samurai Jack, ambas series dirigidas por Genndy Tartakovsky. En 2006, obtuvo una nominación por Foster's Home for Imaginary Friends, y otros por el especial de la serie My Life as a Teenage Robot, titulada Escape from Cluster Prime. En 2007, obtuvo otra nominación en Foster's Home for Imaginary Friends por el episodio ''Good Wilt Hunting'', pero logró ganar una en 2009 en la misma serie, por el especial Destination: Imagination. En 2010, fue nominado por el entonces corto animado Uncle Grandpa, en la categoría ''Mejor programa animado corto sobresaliente''. En 2012, Alvarez obtuvo nuevamente ese premio por la serie Regular Show, la cual había sido nominado en 2011. Su nominación a los Premios Daytime Emmy fue en 2007 por la serie The Grim Adventures of Billy & Mandy.

## Vida privada
Entre 1962 y 1966, Alvarez asistió a la Escuela Secundaria de Notre Dame en Sherman Oaks, California. En 1971, obtuvo su Bachelor of Fine Arts en animación, en el Instituto de Arte Chouinard (actual Instituto de las Artes de California).

## Filmografía

### Televisión
| Año       | Título                                            | Notas                                             |  |
| --------- | ------------------------------------------------- | ------------------------------------------------- |  |
| 1969      | Winky Dink and You                                | Artista de fondo                                  |  |
| 1978      | Challenges of the Superfriends                    | Animador                                          |  |
| 1978      | Galaxy Goof-Ups                                   | Animador                                          |  |
| 1978      | Yogi's Space Race                                 | Animador                                          |  |
| 1979      | Casper and the Angels                             | Animador                                          |  |
| 1979      | The New Shmoo                                     | Animador                                          |  |
| 1979      | The Super Globetrotters                           | Animador/Artista de diseño                        |  |
| 1979      | Scooby-Doo and Scrappy-Doo                        | Animador                                          |  |
| 1980      | The Flintstone Comedy Show                        | Animador                                          |  |
| 1980      | The World's Greatest Super Friends                | Animador                                          |  |
| 1980–1981 | The Fonz and the Happy Days Gang                  | Animador                                          |  |
| 1981      | Super Friends                                     | Animador                                          |  |
| 1981      | Trollkins                                         | Animador                                          |  |
| 1981–1988 | The Smurfs                                        | Animador/Director de animación                    |  |
| 1982      | Pac-Man                                           | Animador                                          |  |
| 1983      | The Christmas Tree Train                          | Animador principal                                |  |
| 1983      | He-Man and the Masters of the Universe            | Animador                                          |  |
| 1983      | The New Scooby and Scrappy-Doo Show               | Animador                                          |  |
| 1983      | The Smurfs Christmas Special                      | Animador                                          |  |
| 1984      | Pole Position                                     | Temporizador de hoja                              |  |
| 1984      | Snorks                                            | Director de animación                             |  |
| 1985      | Galtar and the Golden Lance                       | Director de animación                             |  |
| 1985      | The Jetsons                                       | Animador                                          |  |
| 1985      | Kidd Video                                        | Temporizador de hoja                              |  |
| 1985      | Pound Puppies                                     | Director de animación                             |  |
| 1985      | Rainbow Brite                                     | Temporizador de hoja                              |  |
| 1985      | Robotman & Friends                                | Temporizador de hoja                              |  |
| 1985      | The Turkey Caper                                  | Animador                                          |  |
| 1985      | Yogi's Treasure Hunt                              | Director de animación                             |  |
| 1985      | The 13 Ghost of Scooby-Doo                        | Animador                                          |  |
| 1985–1986 | Hulk Hogan's Rock 'n' Wrestling                   | Temporizador de hoja                              |  |
| 1985–1986 | Paw Paws                                          | Animador                                          |  |
| 1986      | Ghostbusters                                      | Animador                                          |  |
| 1986      | G.I. Joe: A Real American Hero                    | Director de secuencia                             |  |
| 1986–1987 | She-Ra: The Princess of the Power                 | Animador                                          |  |
| 1986–1989 | The Greatest Adventure: Stories from the Bible    | Animador                                          |  |
| 1987      | Littles Clowns of Happytown                       | Director de secuencia                             |  |
| 1987      | Teenage Mutant Ninja Turtles                      | Director de secuencia                             |  |
| 1987      | Visionaries: Knights of the Magical Light         | Temporizador de hoja                              |  |
| 1987–1988 | Bravestarr                                        | Animador                                          |  |
| 1988      | The Completely Mental Misadventures of Ed Grimley | Director de animación                             |  |
| 1988      | Denver, the Last Dinosaur                         | Temporizador de hoja                              |  |
| 1988      | Dino-Riders                                       | Director de animación                             |  |
| 1988      | The Flinstone Kids' ''Just Say No'' Special       | Director de animación                             |  |
| 1988      | Gumby Adventures                                  | Director de animación                             |  |
| 1988      | The New Yogi Bear Show                            | Director de animación                             |  |
| 1988      | A Pup Named Scooby-Doo                            | Director de animación                             |  |
| 1989      | Camp Candy                                        | Temporizador de animación/temporizador storyboard |  |
| 1989      | Dixie's Diner                                     | Director de animación                             |  |
| 1989      | The Further Adventures of SuperTed                | Director de animación                             |  |
| 1989      | Vytor: The Starfire Champion                      | Temporizador de hoja                              |  |
| 1989–1990 | DuckTales                                         | Director de tiempo                                |  |
| 1989–1990 | The New Adventures of Winnie the Pooh             | Director de tiempo                                |  |
| 1990      | Adventures of the Gummi Bears                     | Director de animación                             |  |
| 1990      | Gravedale High                                    | Director de animación                             |  |
| 1990      | Midnight Patrol: Adventures in the Dream Zone     | Director de animación                             |  |
| 1990      | Bill & Ted's Excellent Adventures                 | Director de animación                             |  |
| 1990      | Tom & Jerry Kids                                  | Director de animación                             |  |
| 1990–1991 | The Adventures of Don Coyote and Sancho Panda     | Director de animación                             |  |
| 1990–1991 | Timeless Tales from Hallmark                      | Director de animación                             |  |
| 1991      | The Pirates of Dark Water                         | Director de animación                             |  |
| 1992      | The Addams Family                                 | Director de animación                             |  |
| 1992–1995 | Capitol Critters                                  | Director de animación                             |  |
| 1993      | The Addams Family                                 | Director de animación                             |  |
| 1993      | Droopy, Master Detective                          | Director de animación                             |  |
| 1993      | 2 Stupid Dogs                                     | Director de animación                             |  |
| 1993–1994 | Captain Planet and the Planeteers                 | Director de animación                             |  |
| 1993–1994 | SWAT Kats: The Radical Squadron                   | Director de animación                             |  |
| 1995      | Dumb and Dumber                                   | Director de animación                             |  |
| 1995–1997 | What a Cartoon!                                   | Director de animación                             |  |
| 1995–1996 | The Twisted Tales of Feliz the Cat                | Director de animación                             |  |
| 1996      | Animaniacs                                        | Temporizador de hoja/slugging                     |  |
| 1996      | Pinky and the Brain                               | Temporizador de hoja                              |  |
| 1996–2003 | Dexter's Laboratory                               | Director de animación                             |  |
| 1996–1997 | The Real Adventures of Jonny Quest                | Temporizador de animación                         |  |
| 1996–2000 | The Sylvester & Tweety Mysteries                  | Director del tiempo                               |  |
| 1997–2004 | Johnny Bravo                                      | Director de animación                             |  |
| 1998–1999 | Cow and Chicken                                   | Director de animación                             |  |
| 1998–1999 | Histeria!                                         | Temporizador de hoja                              |  |
| 1998–1999 | I Am Weasel                                       | Director de animación                             |  |
| 1998–2004 | The Powerpuff Girls                               | Director de animación                             |  |
| 2000–2001 | Cartoon Cartoon Fridays                           | Director de animación                             |  |
| 2000–2001 | The Grim Adventures of Billy & Mandy              |                                                   |  |
| 2001–2017 | Samurai Jack                                      | Temporizador de hoja/de director de animación     |  |
| 2001      | Ferret and Parrot                                 | Temporizador de hoja                              |  |
| 2001      | IMP, Inc.                                         | Temporizador de hoja                              |  |
| 2002      | Wathever happened to Robot Jones?                 | Temporizador de hoja                              |  |
| 2002–2003 | Harvey Birdman, Attorney at Law                   | Director                                          |  |
| 2002–2007 | Codename: Kids Next Door                          | Director temporizador                             |  |
| 2001–2003 | Evil Con Carne                                    | Director de animación                             |  |
| 2003–2005 | Alex Adventure                                    | Temporizador de hoja                              |  |
| 2003–2005 | Star Wars: Clone Wars                             | Temporizador de hoja                              |  |
| 2003–2007 | My Life as a Teenage Robot                        | Temporizador de hoja                              |  |
| 2004–2009 | Foster's Home for Imaginary Friends               | Director de animación                             |  |
| 2005      | Robotboy                                          | Temporizador de hoja                              |  |
| 2006      | Korgoth of Barbaria                               | Temporizador de hoja                              |  |
| 2006      | Ben 10                                            | Temporizador de hoja                              |  |
| 2006      | Legion of Super Heroes                            | Temporizador de hoja                              |  |
| 2006–2008 | My Gym Partner's a Monkey                         | Temporizador de hoja                              |  |
| 2007      | The Grim Adventures of the KND                    | Temporizador de hoja                              |  |
| 2007      | Random! Cartoons                                  | Temporizador de hoja                              |  |
| 2008      | Underfist: Halloween Bash                         | Temporizador de hoja                              |  |
| 2008      | The Powerpuff Girls Rule!!!                       | Temporizador de hoja                              |  |
| 2008–2009 | Chowder                                           | Temporizador de hoja/Director de animación        |  |
| 2008–2010 | The Marvelous Misadventures of Flapjack           | Temporizador de hoja                              |  |
| 2009      | Ben 10: Alien Force                               | Temporizador de hoja                              |  |
| 2010–2011 | The Mighty B!                                     | Temporizador de hoja                              |  |
| 2010–2013 | Generador Rex                                     | Director supervisor de animación                  |  |
| 2009–2017 | Regular Show                                      | Director de animación                             |  |
| 2010–2011 | Sym-Bionic Titan                                  | Temporizador de hoja/Director de animación        |  |
| 2011–2012 | Secret Mountain Fort Awesome                      | Director de animación                             |  |
| 2012–2014 | Ben 10: Omniverse                                 | Temporizador de hoja                              |  |
| 2013–2017 | Uncle Grandpa                                     | Director de animación                             |  |
| 2013      | OK K.O.! Let's Be Heroes                          | Director temporizador (solo el episodio piloto)   |  |
| 2013      | Paranormal Roommates                              | Director temporizador                             |  |
| 2013–2014 | Over the Garden Wall                              | Director temporizador                             |  |
| 2014      | AJ's Infinite Summer                              | Director temporizador                             |  |
| 2014      | Back to Backspace                                 | Director temporizador                             |  |
| 2014      | Clarence                                          | Director temporizador                             |  |
| 2014      | The Team Unicorn Saturday Action Fun Hour!        | Director temporizador                             |  |
| 2014–2015 | Mixels                                            | Director temporizador                             |  |
| 2015–2019 | We Bare Bears                                     | Director de animación                             |  |
| 2015      | Long Live the Royals                              | Director temporizador                             |  |
| 2015      | Ridin' with Burgess                               | Director temporizador                             |  |
| 2015      | Twelve Forever                                    | Director temporizador (piloto único)              |  |
| 2016–2018 | The Powerpuff Girls                               | Director de animación                             |  |
| 2016      | Bottom's Butte                                    | Director de animación                             |  |
| 2016      | Victor & Valentino                                | Director de animación (piloto único)              |  |
| 2017      | Craig of the Creek                                | Director de animación (piloto único)              |  |
| 2017      | Summer Camp Island                                | Director de animación (piloto único)              |  |
| 2017      | Tiggle Winks                                      | Director de animación                             |  |
| 2018      | Adventure Time                                    | Temporizador de hoja                              |  |
| 2019      | Infinity Train                                    | Supervisando director de animación                |  |

### Películas
| Año  | Título                                         | Notas                                 |
| ---- | ---------------------------------------------- | ------------------------------------- |
| 1968 | Yellow Submarine                               | Asistente de animador                 |
| 1985 | Creature                                       | Animador                              |
| 1987 | Pinocchio and the Emperor of the Night         | Animador                              |
| 1989 | Little Nemo: Adventures in Slumberland         | Temporizador de hoja                  |
| 1990 | Jetsons: The Movie                             | Animador                              |
| 1990 | DuckTales the Movie: Treasure of the Lost Lamp | Director temporizador y slugging      |
| 1993 | I Yabba-Dabba Do!                              | Director de animación                 |
| 1993 | The Halloween Tree                             | Director de animación                 |
| 1993 | The Thief and the Cobbler                      | Animador (no acreditado)              |
| 1993 | The Town Santa Forgot                          | Director/Director de animación        |
| 1994 | Yogi the Easter Bear                           | Director/Director de animación        |
| 1995 | Gumby: The Movie                               | Temporizador de hoja                  |
| 1998 | Scooby-Doo Eon Zombie Island                   | Director de animación                 |
| 2000 | Scooby-Doo and the Alien Invaders              | Director temporizador de animación    |
| 2000 | Tweety's High-Flying Adventure                 | Director temporizador                 |
| 2001 | Scooby-Doo and the Cyber Chase                 | Director temporizador de animación    |
| 2001 | The Flintstones: On the Rocks                  | Director de animación                 |
| 2002 | The Adventures of Tom Thumb & Thumbelina       | Director de animación (sin acreditar) |
| 2002 | The Powerpuff Girls Movie                      | Dirección de animación adicional      |
| 2002 | Tom and Jerry: The Magic Ring                  | Director temporizador de animación    |
| 2009 | Scooby-Doo! and the Samurai Sword              | Temporizador de animación             |
| 2009 | Green Lantern: First Flight                    | Temporizador de animación             |
| 2015 | Regular Show: The Movie                        | Director de animación                 |